# Heavenly blue
„heavenly blue” – piętnasty singel zespołu Kalafina, wydany 6 sierpnia 2014 roku przez wytwórnię Sony Music Entertainment Japan. Singel został wydany w wersji limitowanej.
Tytułowy utwór został wykorzystany jako opening anime ALDNOAH.ZERO. Singel osiągnął 15 pozycję w rankingu Oricon i pozostał na liście przez 12 tygodni, sprzedano 17 904 egzemplarzy.

## Lista utworów
Wszystkie utwory zostały skomponowane i napisane przez Yuki Kajiurę.
| Nr | Tytuł                            | Czas |
| -- | -------------------------------- | ---- |
| 1. | "heavenly blue"                  | 5:21 |
| 2. | "heavenly blue 〜instrumental〜" | 5:21 |
| 3. | "heavenly blue 〜TV size〜"      | 1:31 |

## Notowania
| Lista                             | Pozycja |
| --------------------------------- | ------- |
| Oricon Weekly Singles Chart       | 15      |
| Billboard Japan Hot 100           | 17      |
| Billboard JAPAN Hot Singles Sales | 14      |
| Billboard JAPAN Hot Animation     | 6       |
| Sound Scan                        | 14      |
| animelo mix Single gekkan         | 1       |
| iTunes Anime Top Son              | 3       |